# Ipiutaq
Ipiutaq è un villaggio della Groenlandia di 1 abitante (gennaio 2004). Si trova a 60°58'N 45°43'O; appartiene al comune di Kujalleq.